# Zakázané uvolnení
Pour plus de détails, voir Fiche technique et Distribution.
Zakázané uvolnení (littéralement : Dégagement interdit) est un film tchèque de 2014 réalisé par Jan Hřebejk.

## Synopsis
Tout peut arriver, lorsque la mariée est enlevée pour se saouler avec la meilleure amie du marié, une barmaid expérimentée et que le seul qui est en mesure d'arrêter cela et de la sauver ne vient pas.

## Fiche technique
- Titre original : Zakázané uvolnení
- Titre international : Icing
- Réalisation : Jan Hřebejk
- Scénario : Petr Kolecko
- Producteur :
- Production : Frame100r, Love.FRAME
- Musique : Ivan Acher, Lenka Dusilová (en)
- Pays d'origine :  République tchèque
- Langue d'origine : tchèque
- Lieux de tournage :
- Genre : Comédie
- Durée : 81 minutes (1 h 21)
- Date de sortie : 
  -  République tchèque 5 juin 2014
  -  Slovaquie 12 juin 2014

## Distribution
- Zuzana Stavná : Klára
- Jana Stryková : Vladana
- Hana Vagnerová : Iveta
- Ondrej Sokol : Stepán Jelen
- Igor Orozovic : le témoin Tomás
- Tomás Jerábek : l'ami Roman
- Norbert Lichý : le chauffeur de camion
- Karolina Blazková : la harpiste
- Daniel Spinar : le garçon
- Václav Erben : un cuisinier
- Zdenek Hanzlik : un cuisinier
- Marek Hanzlík : un cuisinier
- Stela Kucerová : une demoiselle d'honneur
- Anna Puncochárová : une demoiselle d'honneur
- Magdalena Szemlová : une demoiselle d'honneur